# Skaraborgs läns södra valkrets
Skaraborgs läns södra valkrets var i riksdagsvalen till andra kammaren 1911–1920 en egen valkrets med fem mandat. Valkretsen avskaffades vid valet 1921, då den uppgick i Skaraborgs läns valkrets.

## Riksdagsledamöter

### 1912–första riksmötet 1914
- Sven Johan Larsson, lmb (1912–4/4 1913)
  - Emil Bengtsson, lmb (22/4 1913–1914)
- Carl Persson, lmb
- Karl Magnus Andersson, lib s
- Oscar Bogren, lib s
- Georg Kronlund, lib s

### Andra riksmötet 1914
- Emil Bengtsson, lmb
- Carl Persson, lmb
- Karl Magnus Andersson, lib s
- Oscar Bogren, lib s
- Georg Kronlund, lib s

### 1915–1917
- Emil Bengtsson, lmb
- Carl Persson, lmb
- Karl Magnus Andersson, lib s
- Oscar Bogren, lib s
- Helge Bäcklund, s

### 1918–1920
- Carl Persson, lmb (1918)
  - Emil Bengtsson, lmb (14/1 1919–1920)
- Gustav Johanson, bf
- Karl Magnus Andersson, lib s
- Oscar Bogren, lib s (1918–1919)
  - August Lundén, lib s (1920)
- Helge Bäcklund, s

### 1921
- Carl Arvid Anderson, lmb
- Emil Bengtsson, lmb
- Gustav Johanson, bf
- Karl Magnus Andersson, lib s
- Helge Bäcklund, s